# Kapogea alayoi
Kapogea alayoi là một loài nhện trong họ Araneidae.
Loài này thuộc chi Kapogea. Kapogea alayoi được miêu tả năm 1958 bởi Archer.